# VfLオルデンブルク
VfLオルデンブルク（ドイツ語: VfL Oldenburg）は、ドイツ・ニーダーザクセン州オルデンブルクを本拠地とする総合スポーツクラブである。主にサッカーと女子ハンドボールが著名であり、この項ではサッカークラブについて述べる。

## 歴史
1894年9月21日にTVヤーン・オルデンブルクとして設立された。第二次世界大戦後は2部に所属していたが、60年代、70年代に次第に弱体化し、1984年以降は主に5部と6部を行き来するクラブとなった。2018年に1975年以来の4部に参戦したが、1シーズンで降格した。2021年6月にDFBポカール2021-2022への出場権を獲得した。

## ライバル
同じオルデンブルクを本拠地とするVfBオルデンブルクがライバルにあたる。

## タイトル
- フェアバンズリーガ・ニーダーザクセン＝ヴェスト: 2008
- ランデスリーガ・ヴェセル＝エムス: 1984, 2004, 2013